# Campeonato Mundial de Gimnasia Artística de 2018
El XLVIII Campeonato Mundial de Gimnasia Artística se celebró en Doha (Catar) entre el 25 de octubre y el 3 de noviembre de 2018 bajo la organización de la Federación Internacional de Gimnasia (FIG) y la Federación Catarí de Gimnasia.
Las competiciones se realizaron en el Aspire Dome de la capital catarí.

## Programa
| ● | Clasificación | ● | Finales |

| Oct/Nov de 2018        | Ju 25 | Vi 26 | Sá 27 | Do 28 | Lu 29 | Ma 30 | Mi 31 | Ju 01 | Vi 02 | Sá 03 |
| ---------------------- | ----- | ----- | ----- | ----- | ----- | ----- | ----- | ----- | ----- | ----- |
| Clasificación          | ●     | ●     |       |       |       |       |       |       |       |       |
| Equipo                 |       |       |       |       | ●     |       |       |       |       |       |
| Concurso completo ind. |       |       |       |       |       |       | ●     |       |       |       |
| Suelo                  |       |       |       |       |       |       |       |       | ●     |       |
| Caballo con arcos      |       |       |       |       |       |       |       |       | ●     |       |
| Anillas                |       |       |       |       |       |       |       |       | ●     |       |
| Salto                  |       |       |       |       |       |       |       |       |       | ●     |
| Paralelas              |       |       |       |       |       |       |       |       |       | ●     |
| Barra fija             |       |       |       |       |       |       |       |       |       | ●     |

| Oct/Nov de 2018        | Ju 25 | Vi 26 | Sá 27 | Do 28 | Lu 29 | Ma 30 | Mi 31 | Ju 01 | Vi 02 | Sá 03 |
| ---------------------- | ----- | ----- | ----- | ----- | ----- | ----- | ----- | ----- | ----- | ----- |
| Clasificación          |       |       | ●     | ●     |       |       |       |       |       |       |
| Equipo                 |       |       |       |       |       | ●     |       |       |       |       |
| Concurso completo ind. |       |       |       |       |       |       |       | ●     |       |       |
| Salto                  |       |       |       |       |       |       |       |       | ●     |       |
| Asimétricas            |       |       |       |       |       |       |       |       | ●     |       |
| Barra de equilibrio    |       |       |       |       |       |       |       |       |       | ●     |
| Suelo                  |       |       |       |       |       |       |       |       |       | ●     |

## Resultados

### Masculino
| Evento                         | Oro                                                                    | Plata | Bronce                                                                              |
| ------------------------------ | ---------------------------------------------------------------------- | --- | ----------------------------------------------------------------------------------- |
| Concurso completo ind. (31.10) | Artur Dalaloyan · Rusia · 87,589 pts.                                  | Xiao Ruoteng China 87,589 pts.                                                                           | Nikita Nagorny · Rusia · 86,331 pts.                                                |
| Suelo (02.11)                  | Artur Dalaloyan · Rusia · 14,900                                       | Kenzo Shirai Japón 14,866                                                                                | Carlos Yulo Filipinas 14,600                                                        |
| Caballo con arcos (02.11)      | Xiao Ruoteng China 15,166                                              | Max Whitlock Reino Unido 15,166                                                                          | Lee Chih-Kai China Taipéi 14,966                                                    |
| Anillas (02.11)                | Eleftherios Petrunias · Grecia · 15,366                                | Arthur Zanetti · Brasil · 15,100                                                                         | Marco Lodadio · Italia · 14,900                                                     |
| Salto de potro (03.11)         | Ri Se-Gwang Corea del Norte 14,933                                     | Artur Dalaloyan · Rusia · 14,833                                                                         | Kenzo Shirai Japón 14,675                                                           |
| Paralelas (03.11)              | Zou Jingyuan China 16,433                                              | Oleh Verniayev · Ucrania · 15,591                                                                        | Artur Dalaloyan · Rusia · 15,366                                                    |
| Barra fija (03.11)             | Epke Zonderland · Países Bajos · 15,100                                | Kohei Uchimura Japón 14,800                                                                              | Sam Mikulak Estados Unidos 14,533                                                   |
| Concurso por equipos (29.10)   | China Deng Shudi Lin Chaopan Sun Wei Xiao Ruoteng Zou Jingyuan 256,634 | Rusia · David Beliavski · Artur Dalaloyan · Nikolai Kuksenkov · Dmitri Lankin · Nikita Nagorny · 256,585 | Japón Kazuma Kaya Kenzo Shirai Yusuke Tanaka Wataru Tanigawa Kohei Uchimura 253,744 |

### Femenino
| Evento                         | Oro                                                                                       | Plata | Bronce                                                            |
| ------------------------------ | ----------------------------------------------------------------------------------------- | --- | ----------------------------------------------------------------- |
| Concurso completo ind. (01.11) | Simone Biles Estados Unidos 57,491 pts.                                                   | Mai Murakami Japón 55,798 pts.                                                                                   | Morgan Hurd Estados Unidos 55,732 pts.                            |
| Suelo (03.11)                  | Simone Biles Estados Unidos 14,933                                                        | Morgan Hurd Estados Unidos 13,933                                                                                | Mai Murakami Japón 13,866                                         |
| Salto de potro (02.11)         | Simone Biles Estados Unidos 15,366                                                        | Shallon Olsen · Canadá · 14,516                                                                                  | Alexa Moreno · México · 14,508                                    |
| Barras asimétricas (02.11)     | Nina Derwael · Bélgica · 15,200                                                           | Simone Biles Estados Unidos 14,700                                                                               | Elisabeth Seitz · Alemania · 14,600                               |
| Barra (03.11)                  | Liu Tingting China 14,533                                                                 | Ana-Maria Padurariu · Canadá · 14,100                                                                            | Simone Biles Estados Unidos 13,600                                |
| Concurso por equipos (30.10)   | Estados Unidos Simone Biles Kara Eaker Morgan Hurd Grace Mc Callum Riley McCusker 171,629 | Rusia · Liliya Ajaimova · Irina Alexeyeva · Anguelina Melnikova · Aliya Mustafina · Anguelina Simakova · 162,863 | China Chen Yile Liu Jinru Liu Tingting Luo Huan Zhang Jin 162,396 |

## Medallero
| Núm. | País            | Oro | Plata | Bronce | Total |
| ---- | --------------- | --- | ----- | ------ | ----- |
| 1    | Estados Unidos  | 4   | 2     | 3      | 9     |
| 2    | China           | 4   | 1     | 1      | 6     |
| 3    | Rusia           | 2   | 3     | 2      | 7     |
| 4    | Bélgica         | 1   | 0     | 0      | 1     |
| 4    | Corea del Norte | 1   | 0     | 0      | 1     |
| 4    | Grecia          | 1   | 0     | 0      | 1     |
| 4    | Países Bajos    | 1   | 0     | 0      | 1     |
| 8    | Japón           | 0   | 3     | 3      | 6     |
| 9    | Canadá          | 0   | 2     | 0      | 2     |
| 10   | Brasil          | 0   | 1     | 0      | 1     |
| 10   | Reino Unido     | 0   | 1     | 0      | 1     |
| 10   | Ucrania         | 0   | 1     | 0      | 1     |
| 13   | Alemania        | 0   | 0     | 1      | 1     |
| 13   | China Taipéi    | 0   | 0     | 1      | 1     |
| 13   | Filipinas       | 0   | 0     | 1      | 1     |
| 13   | Italia          | 0   | 0     | 1      | 1     |
| 13   | México          | 0   | 0     | 1      | 1     |
|      | TOTAL           | 14  | 14    | 14     | 42    |